# Ополска епархия
Ополската епархия (на полски: Diecezja opolska; на латински: Dioecesis Opoliensis) е административно-териториална единица на католическата църква в Полша, западен обред. Суфраганна епископия на Катовишката митрополия. Създадена като апостолска администратура през 1945 година. На 28 юни 1972 година папа Павел VI я преобразувана в епархия, подчинена на Вроцлавската митрополия. На 25 март 1992 година е присъединена към Катовишката митрополия с булата „Totus Tuus Poloniae Populus“ на папа Йоан-Павел II. Заема площ от 8 033 км2 и има 776 000 верни. Седалище на епископа е град Ополе.

## Деканати
В състава на епархията влизат тридесет и шест деканата.
| - Деканат „Бранице“ - Деканат „Бяла“ - Деканат „Глогувек“ - Деканат „Глубчице“ - Деканат „Глухолази“ - Деканат „Гожув Шльонски“ - Деканат „Гошченчин“ - Деканат „Гродкув“ - Деканат „Доброджен“ - Деканат „Завадзке“ - Деканат „Загвиждже“ - Деканат „Камен Шльонски“ | - Деканат „Кенджежин“ - Деканат „Кетш“ - Деканат „Ключборк“ - Деканат „Кожле“ - Деканат „Крапковице“ - Деканат „Лешнице“ - Деканат „Лани“ - Деканат „Немодлин“ - Деканат „Ниса“ - Деканат „Ожимек“ - Деканат „Олесно“ - Деканат „Ополе“ | - Деканат „Ополе-Шчепановице“ - Деканат „Отмухув“ - Деканат „Пачкув“ - Деканат „Петровице Велке“ - Деканат „Прудник“ - Деканат „Прушкув“ - Деканат „Рачибуж“ - Деканат „Скорошице“ - Деканат „Стшелце Ополске“ - Деканат „Творкув“ - Деканат „Уязд“ - Деканат „Шьолковице“ |  |